# Olena Schechowzowa
Olena Schechowzowa (ukrainisch Олена Шеховцова, engl. Transkription Olena Shekhovtsova; * 31. Mai 1972) ist eine ehemalige ukrainische Weitspringerin.
Bei den Olympischen Spielen 1996 in Atlanta wurde sie Fünfte. Bei den Leichtathletik-Weltmeisterschaften 1997 in Athen und 1999 in Sevilla schied sie in der Qualifikation aus; in beiden Jahren gewann sie jedoch Gold bei der Universiade.
2000 kam sie bei den Olympischen Spielen in Sydney auf den zwölften Platz.
Insgesamt wurde sie fünfmal ukrainische Meisterin (1996, 1997, 2000–2002).

## Persönliche Bestleistungen
- Weitsprung: 6,97 m, 2. August 1996, Atlanta
  - Halle: 6,72 m, 23. Januar 2000, Browary
- Dreisprung: 13,77 m, 20. September 1997, Belgrad
  - Halle: 13,66 m, 9. Januar 1999, Winniza